# Limax albipes
Limax albipes is een slakkensoort uit de familie van de Limacidae. De wetenschappelijke naam van de soort is voor het eerst geldig gepubliceerd in 1853 door Dumont & Mortillet.